# Tockus flavirostris
Tockus flavirostris là một loài chim trong họ Bucerotidae.